# Pino Minafra
Pino Minafra (* 21. Juli 1951 in Ruvo di Puglia) ist ein italienischer Jazztrompeter, Flügelhornist und Komponist. Er gehört „zur Spitzenklasse der europäischen Trompeter“ und „besticht durch sein kreatives Spiel und unglaubliche zirkularatmungstechnisch gestützte weite Klanglinien“.

## Leben und Wirken
Pino Minafra studierte bei Nino Rota am Konservatorium in Bari. Er wurde in den 1980er Jahren in der italienischen Jazzszene durch seine Mitwirkung in Bands wie Nexus (Night Riding, 1985) bekannt; des Weiteren spielte er mit Mario Schiano und Gianluigi Trovesi. Während seine frühen, in den 1980er Jahren für das Label Splasc(h) aufgenommenen Alben sich in einem relativ konventionellen Neobop-Idiom bewegten, öffnete sich Minafra in den 1990er Jahren hin zu freier Improvisation und der italienischen Jazz-Avantgarde.
Zu seinen bemerkenswertesten Werken gehört das 1995 aufgenommene Werk Sudori, an dem Giorgio Occhipinti, Carlo Actis Dato, Lauro Rossi, Daniele Patumi und Vincenze Mazzone mitwirkten.
Im Jahr 2000 entstand das Album Canto Libero mit seinem Banlieues Blues Quartet.
Parallel dazu arbeitet Minafra mit seinem Sud Ensemble, mit dem er auf Enja das Album Terronia einspielte und dem außer Dato, Rossi und Mazzone noch der Saxophonist Sandro Satta, der Pianist Livio Minafra sowie der Bassist Giovanni Maier angehören.
Mit dieser Band war er mehrfach auch in Mitteleuropa auf Tournee. In dem Orchester kombiniert Minafra die südländische Banda-Musik mit Jazzelementen von Blues, Free Jazz, Dixieland und Hard Bop.

»Es ist Musik voller scharfer Kontraste, die sich unablässig in etwas anderes verwandelt. Es ist ein südlicher Sound, der dabei auf den realen als auch auf einen imaginären Süden Bezug nimmt«, meint Pino Minafra selbst, der außerdem noch Opernarien, Pop- und Rockmusik als Bestandteile seiner wilden Mischung aufzählt.

Bei seinen Auftritten spielt Minafra teilweise Trompete durch ein Megaphon, außerdem auch das Didgeridoo und singt Scat.
Minafra, der auch in der Banda seiner Heimatstadt bei Ereignissen wie den Prozessionen der Karwoche mitspielt, veranstaltet dort ein Festival des internationalen zeitgenössischen Jazz, das – weil kein Eintritt erhoben wird – unter Beteiligung der gesamten Stadt stattfindet. Mit Willem Breuker und Michel Godard führte er seine Kompositionen auch mit der Banda auf (etwa auf den Donaueschinger Musiktagen). 1990 gab er den Anstoß für die Gründung des Italian Instabile Orchestra, das aber als kollektives Bandprojekt geführt wird. Außerdem arbeitete Minafra mit Giorgio Gaslini bei dessen Bigbandproduktion Masks 1990/91 sowie bei Plattenprojekten mit Han Bennink und Ernst Reijseger (Noci...Strani Fritti, 1990 auf Leo) sowie Michel Godard (Castel Del Monte, 1998).
Minafra ist als Trompetenlehrer am Konservatorium in Bari tätig. Er ist mit der Cembalistin Margherita Porfido (* 1956) verheiratet. Mit seinem Sohn, dem Pianisten Livio Minafra (* 1982) gründete er 2007 das MinAfric Orchestra.

## Diskografische Hinweise
Alben als Leader:
- 1985 – Colori (Splasc(h))
- 1989 – L’ Invenzione Del Verso Sfuso (Splasc(h))
- 1995 – Sudori (Victo)
- 2001 – Canto Libero (Victo)
- 2005 – Terronia (Enja)

Weitere Alben:
- Mario Schiano, Peter Kowald, Gianluigi Trovesi, Paul Lovens, Pino Minafra, Radu Malfatti: Benefit Concert to Repurchase the Pendulum for Mr. Foucault (1989, Splasc(h))
- Ernst Reijseger, Han Bennink, Pino Minafra: Noci…Strani Frutti (Leo Records, 1991)
- Gianluigi Trovesi Octet: From G to G (Soul Note, 1992)
- The Giuseppe Guarrella Project: Live! Festival Ibleo del Jazz (CMC, 1994)
- Vincenzo Lanzo: Rondonella Project (Leo Records, 1995)
- La Banda: Banda Cittá Ruvo Di Puglia – Traditional Italian Banda & Jazz (Enja Records., 1998)
- Michel Godard: Castel del Monte (Enja Records, 2000)

## Nachweise
- Richard Cook, Brian Morton: The Penguin Guide to Jazz on CD. 6. Auflage. Penguin, London 2002, ISBN 0-14-051521-6.
- Bielefelder Katalog Jazz, 2001